# 俄刻阿诺斯号
俄刻阿诺斯号（英語：Oceanus）是美国宇航局/喷气推进实验室于2017年为第4次新边疆任务提出的一项轨道飞行器任务概念，但未被选中开发。若今后在未来某个时机被选择，该任务将前往土星的卫星土卫六评估其宜居性。对土卫六的研究有助于了解早期地球及环绕其他恒星运行的系外行星，该任务是以希腊神话中的海神—俄刻阿诺斯所命名。

## 任务概述
土卫六是一个由两种海洋构成的世界，一种是位于星球表面，主要由液态甲烷(CH4)和乙烷(C2H6)构成的海洋；另一种则是位于地表之下的“咸水”海洋。土卫六虽然是土星的一颗卫星，但它也是一颗巨型卫星，其大小与许多行星相当，等同于水星，约为地球的40%。古代地球可能也曾拥有过一层富含甲烷的大气，其化学成分与今天的土卫六一样具有还原性。通过观察土卫六的有机过程，“俄刻阿诺斯号”可帮助理解早期地球上有机烟雾的作用，以及了解整个宇宙的宜居性。
“俄刻阿诺斯号”计划于2024年2月发射，前往土卫六的飞行时间为10年，该飞行器将环绕土星运行二年，然后在土卫六圆形轨道上飞行两年。飞行器由太阳能电池板供电，在此项任务中也考虑使用一架小型湖泊探测器。 
 

土卫六表面的甲烷云

土卫六大气层高处发生着无生命的有机合成，而冰冷的地壳下面存在着一个巨大的海洋，这一切为生命起源和微生物宜居建立了可能的化学和生态环境。“俄刻阿诺斯号”将使用多级质谱仪、可穿透大气层的红外相机和具备高垂直分辨率的雷达高度计进行科学研究。
“俄刻阿诺斯号”任务由位于加州帕萨迪纳的美国宇航局喷气推进实验室太阳系探测首席科学家“克里斯托夫·索廷”主持。

## 目标

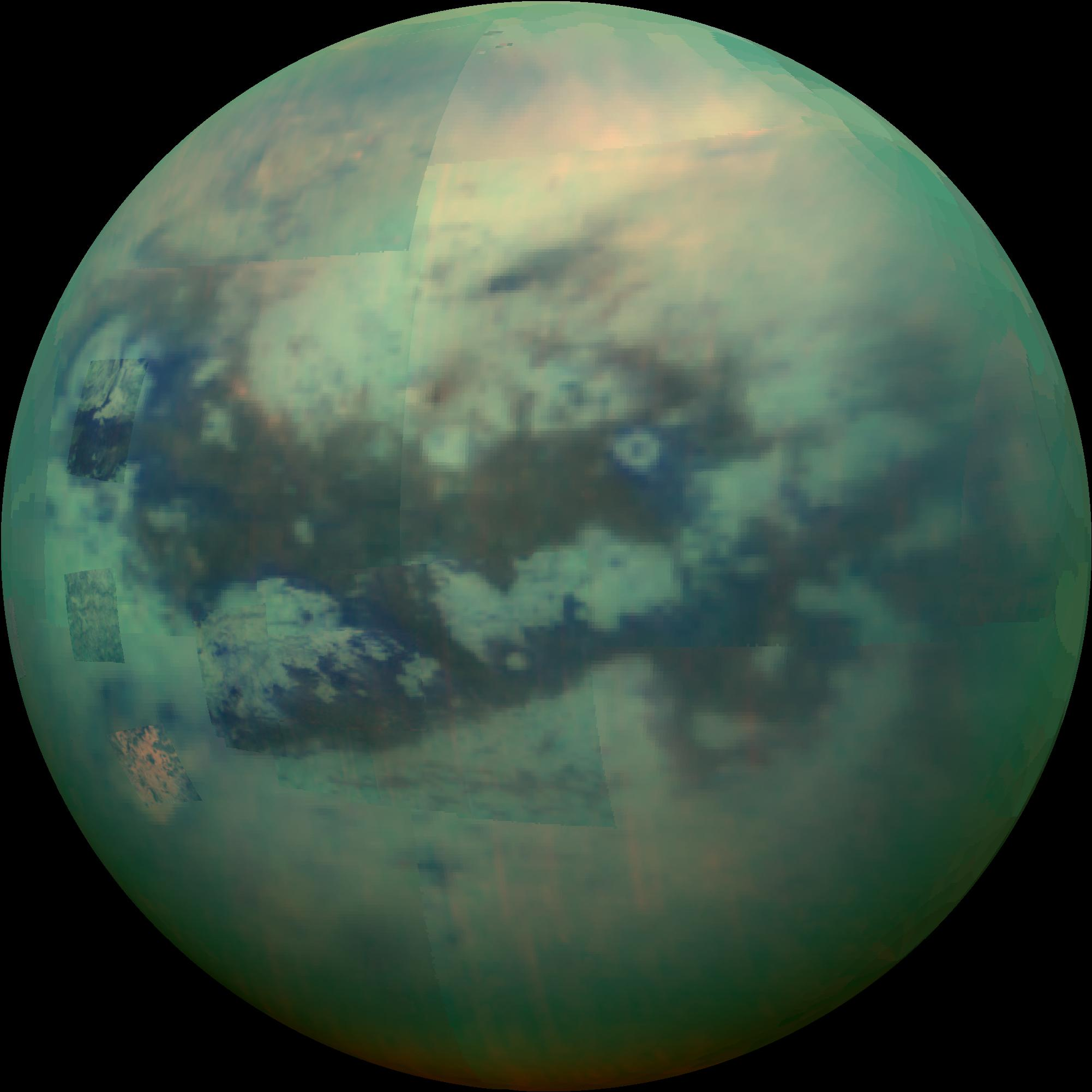
土卫六的红外线视图

“俄刻阿诺斯号的目标是揭示土卫六的有机化学、地质、重力、地形，收集三维勘测数据，对有机物进行分类，并测定它们可能在何处与液态水发生交互作。
土卫六具有适于居住的基本成分：水、能源和有机分子。在为期4年的全球探索中，“俄刻阿诺斯号”将描述土卫六全球的宜居性、高层大气层中有机物的光化学合成，并测定它们可能与液态水产生混合的地点。

## 开发方案
该任务将由美国宇航局/喷气推进实验室负责管理，喷气推进实验室还将制造部分雷达和照相机，并提供质谱仪。航天器将由洛克希德·马丁公司开发，采用经验证过的中央核心筒设计，这种设置已成功应用在火星勘测轨道器、朱诺号、马文号和奥西里斯-雷克斯上。轨道ATK公司负责制造航天器使用的超柔性太阳能电池板，而意大利太空总署(ASI)及其承包商泰雷兹集团则将提供雷达高度表数字部分及部分电信系统组件。
2017年11月20日，美国宇航局选择了另外两项方案进行额外的概念研究：彗星天体生物学探索采样返回(凯撒号)和蜻蜓号，假如选择的是“俄刻阿诺斯号”，它将会在2024年发射。。

## 科研仪器
“俄刻阿诺斯号”上搭载有三种用于测量的科学仪器以及无线电设备：
1. 泰坦质谱仪是一台多级四极离子阱质谱仪，用于研究土卫六大气层中的有机物
2. 泰坦摄相机是一架红外相机，它可通过红外窗口透过土卫六大气层薄雾看到土卫六表面图像。
3. 泰坦高度计是一台雷达高度计，它有助于确定土卫六的地形，并与无线电科考观测相结合，能精确化海洋测量。泰坦高度计和泰坦摄相机将使科学家们能够评估有机物是如何在地表移动以及水和有机物可能产生混合的地点

### 科研团队成员
该任务的项目负责人是克里斯托夫·索廷(喷气推进实验室)，副手是亚历山大·海斯(康奈尔大学)，项目科学家是迈克尔·马拉斯卡(喷气推进实验室)和后续项目科学家朱莉·卡斯蒂略-罗格斯。科学团队成员分别来自JH APL公司、喷气推进实验室、意大利太空总署、洛克希德·马丁公司、加州理工学院、康奈尔大学 、麻省理工学院、美国西南研究院、亚利桑那大学、美国地质勘查局、目标引导信标系统公司、加州大学圣克鲁兹分校、美国爱达荷大学以及其它几所外国大学。

## 另请参阅
- 土卫六湖泊
- 土卫二和土卫六探测器(E2T)
- 土卫二和土卫六之旅 (JET)
- 泰坦湖实地取样探测器 (TALISE)
- 泰坦海洋探测器